# Leopold Mozart
Leopold Mozart (1719-1787) là cha của nhạc sĩ thiên tài Wolfgang Amadeus Mozart. Ông là một nhà sư phạm âm nhạc giỏi, là người thầy đầu tiên và là người có ảnh hưởng rất lớn đến Mozart. Năm 1747, ông lấy con gái của một quan chức cao cấp nước Áo. Ông là cây viôlon thứ hai của triều đình tại Salzburg. Cuộc sống của ông đôi lúc rất vất vả, có khi cả gia đình phải xa nhau (Wolfgang Amadues Mozart và mẹ ra nước ngoài để tránh nạn, ông và con gái ở lại quê nhà sống 1 đời sống vất vả vì kinh tế eo hẹp). Ông qua đời vào ngày 28 tháng 5 năm 1787 do bệnh nặng.